# Claire Lavogez
Claire Marie Annie Lavogez (Calais, 1994. június 18. –) francia női válogatott labdarúgó. Hazájában a Bordeaux keretének tagja.

## Pályafutása
Gyermekkorában dzsúdóval és tenisszel kezdte sportpályafutását, hatévesen azonban már csak labdarúgással kötötte le idejét lakóhelyén az iskolai éveiben.
2008-ban a Calais együttesénél játszott a fiúk között, ahol játékával felkeltette a válogatott érdeklődését is. 15-évesen a másodosztályú US Gravelines csapatánál szerzett bajnoki tapasztalatokat és a ligaválogatottba is bekerült.

### Klubcsapatokban

#### Hénin-Beaumont
Az első osztályú FCF Hénin-Beaumont csábította magához egy évvel később és a szezon folyamán nagyban járult hozzá együttese eredményes szerepléséhez, többek között a Paris Saint-Germain feletti párizsi győzelemhez is.

#### Montpellier HSC
A Montpellier szerződtette a következő idényre és az itt töltött négy éve alatt egy bajnoki bronzéremmel lett gazdagabb és a Montpellier-i Egyetem Egészség- és Sporttudományi Karán szerzett diplomát, ráadásként intézménye csapatával megnyerte az Egyetemi Európa-bajnokságot.

#### Olympique Lyon
2015-ben szerződött az Olympique Lyonhoz, akikkel két bajnoki címet, két kupagyőzelmet és két Bajnokok Ligája győzelmet szerzett.

#### Fleury 91
A 2017–2018-as évadban a Fleurynél szerepelt kölcsönjátékosként. 

#### Bordeaux
2018. augusztus 10-én egyéves szerződést írt alá a Girondins de Bordeaux csapatával, melyet két évvel hosszabbított meg 2019. május 28-án.

### A válogatottban
A 2013-as U19-es Európa-bajnokságon aranyérmet szerzett a korosztályos válogatottal, 2014-ben pedig 4 góljával csapata legeredményesebb játékosaként szerzett bronzérmet az kanadai U20-as világbajnokságon. 

## Sikerei, díjai

### Klubcsapatokban
Francia bajnok (2):
- Olympique Lyon (2): 2015–16, 2016–17

 Francia kupagyőztes (2):
- Olympique Lyon (2): 2016, 2017

Bajnokok Ligája győztes (2):
- Olympique Lyon (2): 2015–16, 2016–17

### A válogatottban
Franciaország
- U20-as világbajnoki bronzérmes (1): 2014
- U19-es Európa-bajnoki aranyérmes (1): 2013
- SheBelieves-kupa győztes (1): 2017
- Török-kupa aranyérmes (1): 2018[7]